# Simen Agdestein
Simen Agdestein (né le 15 mai 1967 en Norvège) est un grand maître international d'échecs norvégien et un ancien footballeur professionnel. Il a remporté 7 fois le championnat de Norvège d'échecs.

## Joueur d'échecs
Simen Agdestein s'est révélé très tôt être un grand joueur d'échecs. Il est vainqueur de son premier championnat de Norvège à l'âge de 15 ans. Il est devenu maître international à 16 ans et grand maître international à 18 ans.
Il a dominé les échecs scandinaves pendant les années 1980. Il avait alors un style entreprenant et inventif. Au niveau international, son plus grand succès est sa seconde place au championnat du monde junior de 1986 derrière Walter Arencibia, mais devant Viswanathan Anand et Evgeny Bareev. Son classement Elo dépassa ensuite la barre des 2 600.
En 1999, il s'illustre à l'Open de Cappelle-la-Grande et en 2003 à un très fort tournoi de l'île de Man.
Simen Agdestein a participé 9 fois aux Olympiades d'échecs avec l'équipe de Norvège, jouant la plupart du temps au premier échiquier. En 1982, il a remporté la médaille d'or au 4e échiquier.
Avec les pièces blanches, ses ouvertures préférées sont celles qui découlent du pion-dame. Avec les Noirs, il apprécie la partie espagnole et la défense hollandaise.
En octobre 2013, son classement Elo est de 2 603. C'est le troisième meilleur joueur de son pays.
En 2022, Simen Agdestein remporte le championnat de Norvège d'échecs.

## Entraîneur
Agdestein a une activité d'entraîneur d'échecs auprès de jeunes joueurs. Il a notamment été un des entraîneurs du jeune Magnus Carlsen, dont il a écrit la première biographie dès 2007, et de Jon Ludvig Hammer.

## Vie privée
Né à Oslo de l'ingénieur civil Reidar Frank Agdestein (1927–2002) et de Unni Jørgensen, secrétaire (1934–). En octobre 1996, il épouse Marianne Aasen. Le couple a trois enfants, mais se sépare en 2008

## Joueur de football
À la fin des années 1980, Simen Agdestein mène de front deux carrières au haut niveau, aux échecs mais aussi en football, étant notamment sélectionné à huit reprises en équipe de Norvège de football en 1988 et 1989. Une grave blessure au genou le contraint à mettre fin à sa carrière de footballeur dès 1992. Il a fait toute sa carrière au FK Lyn d'Oslo.

## Parties d'exemples
Helgi Ólafsson-Simen Agdestein, Reykjavik, 1987
1. d4 e6 2. c4 f5 Cet ordre de coups évite le gambit Staunton mais rend la défense hollandaise impossible si les Blancs poursuivent par 2. e4 (la partie transpose alors dans la défense française, une ouverture généralement rencontrée après 1. e4) 3. g3 Cf6 4. Fg2 c6 5. Cf3 d5 Agdestein a attendu que le Cavalier blanc se déclare avant de jouer ...d7-d5 afin de pouvoir répondre ...d6 en cas de 5. Ch3 6. 0-0 Fd6 7. b3 Les Blancs menacent d'échanger le « bon Fou » des Noirs contre leur Fou en a3. Cela laisserait à nu les faiblesses de la structure de pions des Noirs sur les cases sombres ( leur « trou » en e5 pourrait notamment représenter un magnifique avant-poste pour un Cavalier blanc) 7...De7! Les Noirs élèvent le prix (nombre de coups) à payer par les Blancs pour échanger le Fou 8. Fb2!? (8. Ce5!) 8...b6! (8...0-0?! 9. Ce5 b6 10. cxd5 cxd5 11. Cc4) 9. Dc1!? (9. Ce5 Fb7 10. cxd5 cxd5!) 9...0-0!? (9...Fb7 10. Fa3 Cbd7) 10. Fa3 Fb7 11. Fxd6 Dxd6 12. Da3 c5! 12...Dxa3 13. Cxa3 serait favorable aux Blancs 13. dxc5!? (13. Cc3) 13...bxc5 14. Cc3 Cbd7 15. Tfd1?! (15. cxd5 exd5 16. e3!) 15...f4! (15...d4? 16. Txd4), 16. Tac1 a6 17. Fh3?! Tae8 18. Tc2 h6 19. Ca4? (19. Tcd2 ou 19. Fg2) 19...Ce4! 20. cxd5 exd5 21. Fxd7 Dxd7 22. Cxc5 Cxc5 23. Txc5 (23. Dxc5 Tec8!,) 23...Txe2 24. Cd4 fxg3!! (25. Cxe2 gxf2+ 26. Rg2 Dg4+ 27. Cg3 d4+ 28. Rf1 Dxd1 mat) 25. fxg3 Df7! 1-0 (Le mat suit 26. Cxe2 Df2+ 27. Rh1 d4+ 28. Td5 Fxd5#).
Simen Agdestein-Lev Polougaïevski, Haninge, 1988,
1. c4 c5 2. Cf3 Cc6 3. Cc3 Cf6 4. g3 d5 5. cxd5 Cxd5 6. Fg2 g6 7. Cg5 e6 8. Cge4 Fe7 9. d3 0-0 10. Fh6 Te8 11. h4 Cd4 12. g4 Cb4 13. Tc1 e5 14. a3 Fxg4 15. axb4 cxb4 16. Cd5 Fxe2 17. Da4 Ff3 18. Dxe8+! Dxe8 19. Cef6+ Fxf6 20. Cxf6+ Rh8 21. Cxe8 Fxg2 22. Cf6! Cf5 (22...Fxh1 23. Tc7!) 23. Th2 Fc6 24. Fe3 Rg7 25. Ce4 a5 26. h5 Cxe3 27. h6+ Rf8 28. fxe3 Re7 29. Tf2 f5 30. Cg5 a4 31. e4 f4 32. Th2 Th8 33. Tc5 Rf6 34. Cf3 Te8 35. Thc2 Te6 36. Ta5 g5 37. Ch2 Rg6 38. Cg4 b6 39. Txe5 Td6 40. Te7 Fb5 41. Th2 Td7 42. Txd7 1-0.